# FC Niutao
FC Niutao ist ein Fußballverein aus Niutao. Seine Spiele trägt er wie alle anderen Clubs in Tuvalu im 1.500 Plätze großen Stadion in Funafuti aus.

## Erfolge
- Tuvalu A-Division: 3

2001, 2002, 2003